# Leopoldo Calvo-Sotelo
Leopoldo Ramón Pedro Calvo-Sotelo y Bustelo (ur. 14 kwietnia 1926 w Madrycie, zm. 3 maja 2008 w Pozuelo de Alarcón) – hiszpański polityk i inżynier, parlamentarzysta krajowy i europejski, wicepremier i minister, w latach 1981–1982 premier Hiszpanii.

## Życiorys
W latach 40. zaangażował się w działalność młodzieżowych organizacji monarchistycznych. Uczył się w madryckim Instituto de Bachillerato Cervantes, następnie studiował w ETSICCP, wchodzącej w skład Universidad Politécnica de Madrid szkole kształcącej inżynierów budowy dróg, kanałów i portów. Pracował w różnych przedsiębiorstwach w sektorze prywatnym i publicznym, m.in. od 1967 do 1968 pełnił funkcję przewodniczącego rady dyrektorów narodowego przewoźnika kolejowego RENFE. Zajmował też różne stanowiska w organizacjach przemysłowców. W latach 1971–1975 zasiadał w istniejącym we frankistowskiej Hiszpanii parlamencie.
Aktywnie uczestniczył w życiu politycznym w okresie transformacji ustrojowej. W latach 1975–1976 był ministrem handlu, następnie do 1977 ministrem robót publicznych. Zrezygnował ze stanowiska rządowego celem organizacji ugrupowania pod nazwą Unia Demokratycznego Centrum. UCD wygrała w 1977 wybory do konstytuanty, a w 1979 do Kongresu Deputowanych. Leopoldo Calvo-Sotelo uzyskiwał w obu wypadkach mandat poselski. W 1978 wrócił do rządu jako minister do spraw relacji ze Wspólnotami Europejskimi, zaś w 1980 został wicepremierem u Adolfa Suáreza.
W styczniu 1981 otrzymał rekomendację partii na stanowisko premiera. W głosowaniu z 22 lutego nie uzyskał jednak większości. Kolejne głosowanie, przewidziane na 23 lutego, nie odbyło się z uwagi na krótkotrwały i nieudany zamach stanu (zwany 23-F). Do 24 lutego deputowani byli wówczas przetrzymywani jako zakładnicy przez zamachowców z Guardia Civil dowodzonych przez Antonia Tejero. Ostatecznie 25 lutego niższa izba Kortezów Generalnych przegłosowała jego kandydaturę na premiera. Również w 1981 objął stanowisko przewodniczącego UCD. W trakcie jego urzędowania Hiszpania dołączyła do NATO. Wybory w 1982 zakończyły się jednak całkowitą porażką centrystów. Leopoldo Calvo-Sotelo ustąpił z kierowania partią, a w grudniu tegoż roku urząd premiera objął Felipe González z Hiszpańskiej Socjalistycznej Partii Robotniczej.
Od 1983 do 1986 ponownie wykonywał mandat deputowanego. W latach 1986–1987 zasiadał w Parlamencie Europejskim II kadencji. Później wchodził w skład zarządu Banco Hispano Americano. Od 1993 do 1997 zarządzał fundacją Fundación José Ortega y Gasset. W pierwszej połowie lat 90. publicznie poparł Partię Ludową.
Był żonaty z Maríą del Pilar Ibáñez-Martín y Mellado, z którą miał ośmioro dzieci. Odznaczony m.in. Krzyżem Wielkim Orderu Izabeli Katolickiej (2001). Został również uhonorowany tytułem markiza.